# Невклянська Дача-II (заказник)
Невкля́нська Да́ча-II — ботанічний заказник місцевого значення в Україні. Розташований у межах Чернігівського району Чернігівської області, на південний схід від села Невкля.
Площа 357 га. Статус присвоєно згідно з рішенням Чернігівського облвиконкому від 31.07.1991 року № 159. Перебуває у віданні ДП «Городнянське лісове господарство» (Невклянське л-во, кв. 86-88, 90-92).
Статус присвоєно для збереження частини лісового масиву з цінними насадженнями сосни віком 50-80 років. Є ділянки з насадженнями дуба, берези, Вільхи. У трав'яному покриві - конвалія, сон-трава, первоцвіт.

## Галерея

- Файл:Невклянська Дача-II 1.jpg
- Файл:Невклянська Дача-II 4.jpg
- Файл:Невклянська Дача-II 2.jpg